# خالد مسفین
خالد مسفین (انگلیسی: Khaled Mesfin؛ زادهٔ ۲ ژوئن ۱۹۹۲) بازیکن فوتبال است.